# Antonio Caso
Antonio Caso (Napoli, 5 febbraio 1984) è un politico italiano.

## Biografia
Nato a Napoli, vive a Pozzuoli, sua città di origine. Diplomatosi al liceo scientifico “Ettore Majorana” della sua città, prosegue gli studi conseguendo la laurea magistrale in informatica presso l’Università degli Studi di Napoli Federico II. Ha svolto attività di ricerca presso l’ateneo partenopeo, conseguendo nel 2022 un dottorato di ricerca in “scienze matematiche e dell'informazione”. Svolge la professione di informatico e di insegnante nella scuola secondaria di secondo grado.
Suo fratello Vincenzo è stato deputato durante la XVII legislatura della Repubblica Italiana nella circoscrizione Lombardia per il Movimento 5 Stelle.

### Attività politica
Iscritto al Movimento 5 Stelle (M5S) dal 2014, alle elezioni comunali in Campania del 2017 viene candidato a sindaco di Pozzuoli per il M5S, ottenendo il 9,04% (senza accedere al ballottaggio, dato che l'uscente Vincenzo Figliolia è rieletto al primo turno con il 71,29%) e venendo eletto consigliere comunale di Pozzuoli, incarico che ricoprirà fino a maggio del 2022. 
Ricandidatosi a sindaco di Pozzuoli nel 2022 con il Movimento 5 Stelle, non riesce a bissare l'elezione a consigliere comunale fermandosi al 3,2% dei voti. 
Alle elezioni politiche anticipate del 2022 viene candidato alla Camera dei deputati nel collegio uninominale Campania 1 - 01 (Giugliano in Campania), sostenuto dal Movimento 5 Stelle, venendo eletto deputato con il 42,58% dei voti e sopravanzando i candidati del centro-destra Domenico Brescia (30,29%) e del centro-sinistra, in quota Alleanza Verdi e Sinistra, la co-presidente di Europa Verde Fiorella Zabatta (19,12%).